# Charles Leconte de Lisle

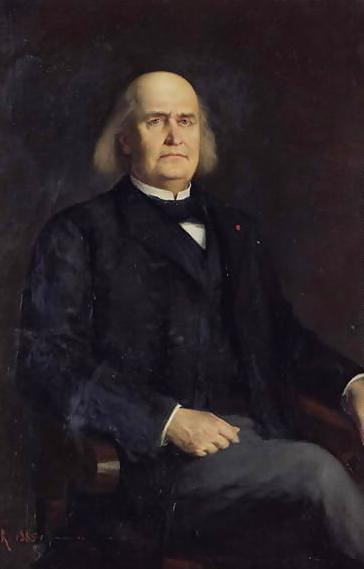
Charles Marie René Leconte de Lisle in 1885, door Jacques-Léonard Blanquer

Charles Marie René Leconte de Lisle (Saint-Paul, Réunion, 22 oktober 1818 - Louveciennes, 17 juli 1894) was een Frans schrijver, dichter en (politiek) essayist.

## Leven en werk
Leconte de Lisle werd geboren als zoon van een plantage-eigenaar op Réunion. In 1845 vestigde hij zich in Parijs en begon met het publiceren van gedichten en politieke artikelen. Hij werd gegrepen door de Revolutie van 1848. Nadat deze was neergeslagen trok hij zich teleurgesteld terug in de kunst. Pas in de jaren 1860 begon hij weer met het publiceren van politieke pamfletten, waarin hij zijn republikeinse en antireligieuze ideeën uitte.
Leconte de Lisles anti-romantische Poèmes antiques (1862, over het archaïsche oude Griekenland) en Poèmes barbares (1873, over het barbaarse oude Griekenland) maakten hem in die periode tot de voorman van een hele nieuwe generatie dichters. Samen met Théophile Gautier gaf hij de aanzet tot de 'onpersoonlijke' poëzie van de Parnassianen. Hij verwierp de persoonlijke lyriek van Alfred de Musset en Alphonse de Lamartine en de humanitaire verzen van Victor Hugo. Voor hem was kunst een intellectuele luxe voor een elite. Ze dient slechts één doel: de schoonheid. Niet de ongeremde inspiratie van de romantici kon die bewerkstelligen, maar alleen een voortdurende aandacht voor de vorm. Daarnaast bezingt hij onder invloed van het positivisme de wetenschap en de verworvenheden van de nieuwe tijd.
Leconte de Lisle wordt vaak ongevoeligheid verweten en een 'poete impassible' genoemd. Zijn verlangen naar ideale schoonheid en tegelijkertijd zijn filosofisch pessimisme en existentiële wanhoop verlenen zijn poëzie echter een sterke emotionele spanning: achter alle schoonheid gaapt het grote 'niets'. Het leidt tot een vorm van onthechting. Uiteindelijk ziet hij alleen de dood als mogelijke bevrijding.
Leconte de Lisle vertaalde ook veel klassieke Griekse werken naar het Frans, zoals van Homerus en Euripides. Hij was lid van de Académie Française